# Mohammed Sacirbey
Mohammed Sacirbey (Sarajevo, 20 juli 1956) is een Bosnische ex-diplomaat en ex-politicus.
Sacirbey werd geboren in Sarajevo als Muhamed Šaćirbegović. Zijn ouders waren lid van een vereniging van jonge moslims die hun culturele identiteit probeerden te handhaven in een Joegoslavië dat werd gedomineerd door Serviërs en Kroaten. Het gezin vertrok in 1963 naar Turkije, en vervolgens naar Noord-Afrika. In 1967 emigreerde het gezin naar de Verenigde Staten. Mohammed Sacirbey kon rechten studeren aan de Tulane University in New Orleans dankzij een "football scholarship", een beurs voor getalenteerde sporters. Vervolgens haalde hij zijn MBA aan de Columbia Business School. Sacirbey werkte daarna als juridisch adviseur bij het bedrijf Standard & Poor's en als bankier op Wall Street.
In 1992 werd hij de eerste Bosnische ambassadeur bij de Verenigde Naties. Hij vroeg vruchteloos om luchtaanvallen tegen de Serven.
In 1995 werd Sacirbey minister van Buitenlandse Zaken van Bosnië en Herzegovina. Hij speelde een belangrijke rol bij het tot stand komen van het Dayton-akkoord, wat ervoor zorgde dat er in Bosnië en Herzegovina twee entiteiten ontstonden,  de Bosniak-Kroatische Federatie (51% van het land) en de Servische Republiek (49% van het land). Van 1996 tot 2000 was hij opnieuw ambassadeur bij de Verenigde Naties.
In december 2001 werd een arrestatiebevel tegen Sacirbey uitgevaardigd. Hij zou zeshonderdduizend dollar uit fondsen van de Bosnische regering en hulpgelden van de Verenigde Naties hebben verduisterd. In maart 2003 werd hij in New York gearresteerd. Een groep prominenten, verenigd onder de naam Friends of Mo zet zich in voor zijn vrijlating. Oud-PvdA-politicus Ed van Thijn was een van de leden van de groep. Sacirbey verbleef 16 maanden in het Metropolitan Correctional Center in New York. Hij werd, op borgtocht, vrijgelaten op 27 juli 2004.
In 1993 maakte Sacirbey kennis met Mabel Wisse Smit, toen zij stage liep bij de Verenigde Naties, en hij kreeg een relatie met haar. Volgens het NIOD-rapport over Srebrenica wezen ambtenaren Sacirbey en Wisse Smit aan als de enige twee personen buiten het Nederlandse politieke en ambtelijke circuit die invloed uitoefenden op het Nederlandse beleid ten aanzien van de Balkan.